# Gamasiphis pilosellus
Gamasiphis pilosellus är en spindeldjursart som beskrevs av Berlese 1913. Gamasiphis pilosellus ingår i släktet Gamasiphis och familjen Ologamasidae. Inga underarter finns listade i Catalogue of Life.